# Šuljkovac
Šuljkovac (cyr. Шуљковац) – wieś w Serbii, w okręgu pomorawskim, w mieście Jagodina. W 2011 roku liczyła 643 mieszkańców.